# Kanton Danjoutin
Der Kanton Danjoutin war von 1967 bis 2015 ein französischer Kanton im französischen Département Territoire de Belfort in der Region Franche-Comté. Er umfasste 18 Gemeinden; Hauptort war Danjoutin.

## Gemeinden
- Andelnans
- Autrechêne
- Charmois
- Chèvremont
- Danjoutin
- Fontenelle
- Meroux
- Moval
- Novillard
- Pérouse
- Sevenans
- Vézelois